# Húsar negro
Húsar negro (hussard noir en francés) es el sobrenombre que recibían los maestros (instituteurs) bajo la Tercera República francesa, tras el voto de las leyes sobre la enseñanza, auspiciadas por Jules Ferry, y de la ley de separación de las Iglesias y el Estado (ley de laicidad), en 1905. La expresión fue acuñada por el filósofo y poeta Charles Péguy.

## Origen del término
En su ensayo L'Argent ("El dinero"), Péguy evoca sus recuerdos como estudiante en la escuela primaria, anexa a la escuela normal masculina de Orléans, a la que acudía entre 1879 y 1885. En esa escuela anexa impartían docencia, en uniformes negros, los aprendices de maestro en formación profesional, que Péguy describe en estos términos:
"Nuestros jóvenes maestros eran hermosos como húsares negros. Esbeltos, severos, ceñidos, serios y un poco temblorosos con su súbita, precoz omnipotencia"
El sobrenombre viene, pues, del color negro de los uniformes de los aprendices de las escuelas normales. Esas escuelas normales habían sido creadas por la ley Guizot de 1833, para los chicos; pero la revisión y extensión del modelo de escuelas normales se produjo más tarde, tras la victoria de los republicanos en las elecciones de 1879 y la llegada de Jules Ferry, primero al Ministerio de Instrucción Pública y Bellas Artes, y posteriormente a la presidencia del Consejo (del Gobierno). En este contexto, la ley Bert de 1879 reformó las escuelas normales, que se convirtieron en obligatorias en cada departamento para los chicos, pero también para las chicas. La institución prohibiría rápidamente toda simbología religiosa y toda enseñanza religiosa, para consacrarse a su nueva misión, la de los nuevos maestros: instruir a la población francesa.
La comparación que establece Charles Péguy entre los futuros maestros de su escuela primaria, y los "húsares negros", ilustra bien la misión que la República confía a maestros y maestras: asegurar la instrucción obligatoria, gratuita y laica de todos los niños y niñas de Francia entre 6 y 11 (para aquellos admitidos en el programa del certificado de estudios primarios) o 13 años (para los demás), en un marco republicano y cívico. Esto, con el objetivo de "hacer desaparecer la última, la más severa de las desigualdades de nacimiento, la desigualdad de educación", como había declarado Jules Ferry en 1870.
- Datos: Q3143465